# Ervin Čargaf
Ervin Čargaf (engl. Erwin Chargaff; Černivci, Austrougarska, 11. avgust 1905 – Njujork, SAD, 20. jun 2002) je bio austrijski biohemičar koji je imigrirao u Sjedinjene Države tokom Naci ere. On je bio profesor biohemije na Kolumbija univerzitetu. Putem pažljivih eksperimenata, Čargaf je otkrio dva pravila koja su pomogla u otkrivanju strukture dvostrukog heliksa DNK.

## Život i rad
Rođen je 11. avgusta 1905. u Černovicu, koji je tada pripadao Austriji, a sada je to teritorija Ukrajine. Pokazivao je izuzetan prirodni dar za učenje jezika pa mu je bilo jako teško da odluči čime će se posvetiti: nauci ili jezicima. (Kasnije tokom života naučio je 15 jezika.)
Od 1923 – 1928. studirao je hemiju u Beču, gde je i doktorirao. Na univerzitetu Jejl (Yale) je proveo period od 1928 – 1930, a zatim se vraća u Evropu. Na univerzitetu u Berlinu na Katedri za bakteriologiju i javno zdravstvo radi kao asistent od 1930 – 1933, a zatim kao naučni saradnik na Pasterovom institutu u Parizu (1933—1934). Do svoje tridesete godine uspeo je da objavi 30 naučnih radova.
U Ameriku, Njujork, emigrira 1935. gde počinje da radi kao naučni saradnik na Kolumbija univerzitetu u Zavodu za biohemiju. Na tom Univerzitetu 1938. postaje docent, a 1952. profesor i provodi najveći deo svoje profesionalne karijere

## Naučni radovi
Tokom rada na Kolumbija univerzitetu Čargaf je objavio niz naučnih radova koji se prvenstveno bave istraživanjem strukture nukleinskih kiselina (DNK) pomoću hromatografije. Zainteresovao se za DNK posle 1944. kada je Oswald Avery identifikovao molekul DNK kao osnovu naslednosti. Otkrio je 1950. g. da su količine adenina i timina u molekulu DNK međusobno jednake, kao i količine guanina i citozina, što je kasnije postalo poznato kao prvo Čargafovo pravilo. Do tih zaključaka je došao zahvaljujući papirnoj hromatografiji i ultva ljubičastom spektrofotometru.

## Literatura
- Erwin Chargaff, (1978). Heraclitean Fire: Sketches from a Life Before Nature. ISBN 978-0-87470-029-9.. Rockefeller University Press:. ; 252 p.
- Serious Questions, An ABC of Sceptical Reflections. Boston, Basel, Stuttgart: Birkhäuser, 1986
- Erwin Chargaff Papers, American Philosophical Society
- Chargaff obituary from The Guardian, July 2, 2002
- Watson, James D.; Baker, Tania A.; Bell, Stephen B.; Gann, Alexander; Levine, Michael; & Losick, Richard (2004). Molecular Biology of the Gene (5. изд.). Benjamin Cummings. ISBN 978-0-8053-4635-0.
- The composition of the deoxyribonucleic acid of salmon sperm Архивирано на веб-сајту  (26. март 2009) by E. Chargaff, R. Lipshitz, C. Green and M. E. Hodes in Journal of Biological Chemistry (1951) volume 192 pages 223-230.
- Watson, James D. (1980) [orig. 1968]. The Double Helix: A personal account of the discovery of the structure of DNA (critical изд.). Norton. ISBN 978-0-393-01245-3.

## Spoljašnje veze
- Kako je genetika dobila hemijsko obrazovanje Архивирано на веб-сајту  (10. фебруар 2012)
- Čanrgafova pravila